# Kailashpur
Kailashpur (hindi कैलाशपुर) – miasto w północnych Indiach w stanie Uttar Pradesh, na Nizinie Hindustańskiej.
Populacja miasta w 2001 roku wynosiła 9724 mieszkańców.